# Mont Binga
Le mont Binga est la plus haute montagne du Mozambique, en Afrique orientale. Elle est située près de la frontière du Zimbabwe, dans le parc transfrontalier de Chimanimani, dans la province de Manica. Le sommet du mont Binga est le point culminant du Mozambique ; son altitude est de 2 436 m.